# Audibert & Lavirotte
La Audibert & Lavirotte fu una Casa automobilistica francese attiva tra il 1896 ed il 1901.

## Storia

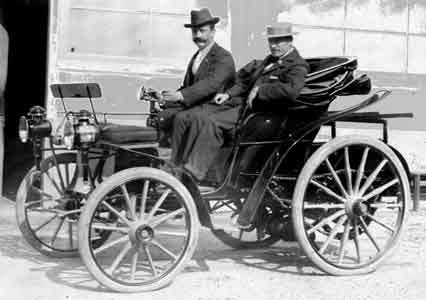
La Audibert & Lavirotte voiturette vis-à-vis presentata nel dicembre 1896

Audibert & Lavirotte 8HP Phaeton 1899

Nel 1892, Emile Lavirotte, giovane neo-ingegnere di Lione, costruì il suo primo motore e due anni dopo, con l'aiuto dell'amico e compagno di studi Maurice Audibert, realizzò la prima automobile, per alcuni aspetti molto simile alle contemporanee Benz.
Nel 1895 i due ottennero la concessione per la vendita degli omnibus a vapore della Scotte e, ben presto, la concessione di vendita si trasformò in licenza di fabbricazione.
Con l'intenzione di partecipare al "4º Salone di Parigi" del 12 dicembre 1896, fondarono la Société des Voitures Audibert et Lavirotte, presentando all'esposizione, oltre agli omnibus, anche la voiturette vis-à-vis di loro ideazione.
La produzione automobilistica di questo marchio, nonostante la sua breve storia si rivelò alquanto ampia e non priva di un certo successo. La gamma spaziò dai tricicli agli omnibus, passando subito per le vetturette ed anche per i veicoli commerciali.
Anche nel caso della produzione ufficiale, le vetture tradivano una certa parentela con le Benz, ma non ricevettero mai lamentele al riguardo.
Alla fine del 1901, la Casa entrò in uno stato di profonda crisi economica dovuta alla mancanza di risorse ed al rifiuto dei finanziatori di fornirne.
Nel novembre dello stesso anno, quindi, la Casa dichiarò il fallimento e gli impianti furono rilevati dalla Berliet.